# Czarnokońce Wielkie
Czarnokońce Wielkie – wieś na Ukrainie, w  rejonie czortkowskim obwodu tarnopolskiego, w hromadzie Kolędziany, założona w XVI w.

## Historia
Jedno z gniazd rodowych rodziny bojarskiej Szumlańskich. W II Rzeczypospolitej miejscowość była siedzibą gminy wiejskiej Czarnokońce Wielkie w powiecie kopyczynieckim województwa tarnopolskiego. 
W 1931 r. wieś liczyła 627 zagród i prawie 3 tys. osób, w większości Rusinów. W 1944 r. nacjonaliści ukraińscy z UPA spalili żywcem Józefę Rzeczkowską, żołnierza Armii Krajowej. Uprowadzili także 40 kobiet, które zamordowali w nieznanych okolicznościach.
Obecnie wieś liczy 1220 mieszkańców.

## Zabytki
- pałac z oficyną wybudowany w 1800 r. przez Andrzeja Szumlańskiego. W połowie XIX w. prawa, wschodnia strona pałacu spłonęła i została odbudowana w innej postaci[1].
- zamek, wybudowany w XVII w.[3]

## Urodzeni
- Petro Chamczuk
- Marian Józef Czerkawski (ur. 4 sierpnia 1891, zm. wiosną 1940 w Katyniu) – major taborów Wojska Polskiego, kawaler Krzyża Niepodległości, ofiara zbrodni katyńskiej.
- Wacław Henryk de Dampierre-Duval (ur. 15 stycznia 1892, zm. po 1 kwietnia 1940 w Katyniu) – major Wojska Polskiego, dyplomowany lekarz weterynarii, ofiara zbrodni katyńskiej
- Wincenty Rawski (starszy) – polski architekt i budowniczy związany ze Lwowem.